# Liste der Kulturdenkmale in Berlin-Rosenthal

Lage von Rosenthal in Berlin

In der Liste der Kulturdenkmale von Rosenthal sind die Kulturdenkmale des Berliner Ortsteils Rosenthal im Bezirk Pankow aufgeführt.

## Denkmalbereiche (Ensembles)
| Nr.      | Lage | Offizielle Bezeichnung | Bestandteile / Beschreibung                                                                     | Bild                                |
| -------- | --- | --- | ----------------------------------------------------------------------------------------------- | ----------------------------------- |
| 09050513 | Hauptstraße 94, 96, 97, 98, 100, 100A, 102, 104, 106, 107A-109A, 110, 113–116E, 118/144F, 125, 131, 141/145E, 146–155, 156–159, 160–161, 162–165, 167/169A, 175/177 Mönchmühler Straße 9/17 Schönhauser Straße 2–5A, 78 Wilhelmsruher Damm 4 (Lage) | Dorfanger Rosenthal Anger mit Baumbestand, Dorfkirche und Kirchhof, Hofanlagen mit Wohnhäusern, Nebengebäuden und Pflasterung, Vorgärten mit Einfriedungen, rückwärtigen Freiflächen, Mönchmühler Straße und Verbindungsstraße nach Blankenfelde Gesamtanlage siehe: Hauptstraße 125 Baudenkmale siehe: Hauptstraße 94, 100, 109, 126, 128, 132, 138, 146, 147–147B, 149, 150, 151, 165, 169, 175 Gartendenkmal siehe: Hauptstraße 149 Bodendenkmal siehe: Hauptstraße 145 | Weitere Bestandteile des Ensembles:                                                             | Weitere Bestandteile des Ensembles: |
| 09050513 | Hauptstraße 94, 96, 97, 98, 100, 100A, 102, 104, 106, 107A-109A, 110, 113–116E, 118/144F, 125, 131, 141/145E, 146–155, 156–159, 160–161, 162–165, 167/169A, 175/177 Mönchmühler Straße 9/17 Schönhauser Straße 2–5A, 78 Wilhelmsruher Damm 4 (Lage) | Dorfanger Rosenthal Anger mit Baumbestand, Dorfkirche und Kirchhof, Hofanlagen mit Wohnhäusern, Nebengebäuden und Pflasterung, Vorgärten mit Einfriedungen, rückwärtigen Freiflächen, Mönchmühler Straße und Verbindungsstraße nach Blankenfelde Gesamtanlage siehe: Hauptstraße 125 Baudenkmale siehe: Hauptstraße 94, 100, 109, 126, 128, 132, 138, 146, 147–147B, 149, 150, 151, 165, 169, 175 Gartendenkmal siehe: Hauptstraße 149 Bodendenkmal siehe: Hauptstraße 145 | 09050515 – Hauptstraße 90, Wohnhaus, um 1830                                                    |                                     |
| 09050513 | Hauptstraße 94, 96, 97, 98, 100, 100A, 102, 104, 106, 107A-109A, 110, 113–116E, 118/144F, 125, 131, 141/145E, 146–155, 156–159, 160–161, 162–165, 167/169A, 175/177 Mönchmühler Straße 9/17 Schönhauser Straße 2–5A, 78 Wilhelmsruher Damm 4 (Lage) | Dorfanger Rosenthal Anger mit Baumbestand, Dorfkirche und Kirchhof, Hofanlagen mit Wohnhäusern, Nebengebäuden und Pflasterung, Vorgärten mit Einfriedungen, rückwärtigen Freiflächen, Mönchmühler Straße und Verbindungsstraße nach Blankenfelde Gesamtanlage siehe: Hauptstraße 125 Baudenkmale siehe: Hauptstraße 94, 100, 109, 126, 128, 132, 138, 146, 147–147B, 149, 150, 151, 165, 169, 175 Gartendenkmal siehe: Hauptstraße 149 Bodendenkmal siehe: Hauptstraße 145 | Wirtschaftsgebäude, um 1880                                                                     |                                     |
| 09050513 | Hauptstraße 94, 96, 97, 98, 100, 100A, 102, 104, 106, 107A-109A, 110, 113–116E, 118/144F, 125, 131, 141/145E, 146–155, 156–159, 160–161, 162–165, 167/169A, 175/177 Mönchmühler Straße 9/17 Schönhauser Straße 2–5A, 78 Wilhelmsruher Damm 4 (Lage) | Dorfanger Rosenthal Anger mit Baumbestand, Dorfkirche und Kirchhof, Hofanlagen mit Wohnhäusern, Nebengebäuden und Pflasterung, Vorgärten mit Einfriedungen, rückwärtigen Freiflächen, Mönchmühler Straße und Verbindungsstraße nach Blankenfelde Gesamtanlage siehe: Hauptstraße 125 Baudenkmale siehe: Hauptstraße 94, 100, 109, 126, 128, 132, 138, 146, 147–147B, 149, 150, 151, 165, 169, 175 Gartendenkmal siehe: Hauptstraße 149 Bodendenkmal siehe: Hauptstraße 145 | 09050516 – Hauptstraße 96, Wohnhaus, um 1890                                                    |                                     |
| 09050513 | Hauptstraße 94, 96, 97, 98, 100, 100A, 102, 104, 106, 107A-109A, 110, 113–116E, 118/144F, 125, 131, 141/145E, 146–155, 156–159, 160–161, 162–165, 167/169A, 175/177 Mönchmühler Straße 9/17 Schönhauser Straße 2–5A, 78 Wilhelmsruher Damm 4 (Lage) | Dorfanger Rosenthal Anger mit Baumbestand, Dorfkirche und Kirchhof, Hofanlagen mit Wohnhäusern, Nebengebäuden und Pflasterung, Vorgärten mit Einfriedungen, rückwärtigen Freiflächen, Mönchmühler Straße und Verbindungsstraße nach Blankenfelde Gesamtanlage siehe: Hauptstraße 125 Baudenkmale siehe: Hauptstraße 94, 100, 109, 126, 128, 132, 138, 146, 147–147B, 149, 150, 151, 165, 169, 175 Gartendenkmal siehe: Hauptstraße 149 Bodendenkmal siehe: Hauptstraße 145 | Scheune und Mauerpfeiler, um 1890                                                               |                                     |
| 09050513 | Hauptstraße 94, 96, 97, 98, 100, 100A, 102, 104, 106, 107A-109A, 110, 113–116E, 118/144F, 125, 131, 141/145E, 146–155, 156–159, 160–161, 162–165, 167/169A, 175/177 Mönchmühler Straße 9/17 Schönhauser Straße 2–5A, 78 Wilhelmsruher Damm 4 (Lage) | Dorfanger Rosenthal Anger mit Baumbestand, Dorfkirche und Kirchhof, Hofanlagen mit Wohnhäusern, Nebengebäuden und Pflasterung, Vorgärten mit Einfriedungen, rückwärtigen Freiflächen, Mönchmühler Straße und Verbindungsstraße nach Blankenfelde Gesamtanlage siehe: Hauptstraße 125 Baudenkmale siehe: Hauptstraße 94, 100, 109, 126, 128, 132, 138, 146, 147–147B, 149, 150, 151, 165, 169, 175 Gartendenkmal siehe: Hauptstraße 149 Bodendenkmal siehe: Hauptstraße 145 | 09050517 – Hauptstraße 97, Wohnhaus, um 1910                                                    |                                     |
| 09050513 | Hauptstraße 94, 96, 97, 98, 100, 100A, 102, 104, 106, 107A-109A, 110, 113–116E, 118/144F, 125, 131, 141/145E, 146–155, 156–159, 160–161, 162–165, 167/169A, 175/177 Mönchmühler Straße 9/17 Schönhauser Straße 2–5A, 78 Wilhelmsruher Damm 4 (Lage) | Dorfanger Rosenthal Anger mit Baumbestand, Dorfkirche und Kirchhof, Hofanlagen mit Wohnhäusern, Nebengebäuden und Pflasterung, Vorgärten mit Einfriedungen, rückwärtigen Freiflächen, Mönchmühler Straße und Verbindungsstraße nach Blankenfelde Gesamtanlage siehe: Hauptstraße 125 Baudenkmale siehe: Hauptstraße 94, 100, 109, 126, 128, 132, 138, 146, 147–147B, 149, 150, 151, 165, 169, 175 Gartendenkmal siehe: Hauptstraße 149 Bodendenkmal siehe: Hauptstraße 145 | Wirtschaftsgebäude, um 1910                                                                     |                                     |
| 09050513 | Hauptstraße 94, 96, 97, 98, 100, 100A, 102, 104, 106, 107A-109A, 110, 113–116E, 118/144F, 125, 131, 141/145E, 146–155, 156–159, 160–161, 162–165, 167/169A, 175/177 Mönchmühler Straße 9/17 Schönhauser Straße 2–5A, 78 Wilhelmsruher Damm 4 (Lage) | Dorfanger Rosenthal Anger mit Baumbestand, Dorfkirche und Kirchhof, Hofanlagen mit Wohnhäusern, Nebengebäuden und Pflasterung, Vorgärten mit Einfriedungen, rückwärtigen Freiflächen, Mönchmühler Straße und Verbindungsstraße nach Blankenfelde Gesamtanlage siehe: Hauptstraße 125 Baudenkmale siehe: Hauptstraße 94, 100, 109, 126, 128, 132, 138, 146, 147–147B, 149, 150, 151, 165, 169, 175 Gartendenkmal siehe: Hauptstraße 149 Bodendenkmal siehe: Hauptstraße 145 | 09050518 – Hauptstraße 102, Wohnhaus, um 1920                                                   |                                     |
| 09050513 | Hauptstraße 94, 96, 97, 98, 100, 100A, 102, 104, 106, 107A-109A, 110, 113–116E, 118/144F, 125, 131, 141/145E, 146–155, 156–159, 160–161, 162–165, 167/169A, 175/177 Mönchmühler Straße 9/17 Schönhauser Straße 2–5A, 78 Wilhelmsruher Damm 4 (Lage) | Dorfanger Rosenthal Anger mit Baumbestand, Dorfkirche und Kirchhof, Hofanlagen mit Wohnhäusern, Nebengebäuden und Pflasterung, Vorgärten mit Einfriedungen, rückwärtigen Freiflächen, Mönchmühler Straße und Verbindungsstraße nach Blankenfelde Gesamtanlage siehe: Hauptstraße 125 Baudenkmale siehe: Hauptstraße 94, 100, 109, 126, 128, 132, 138, 146, 147–147B, 149, 150, 151, 165, 169, 175 Gartendenkmal siehe: Hauptstraße 149 Bodendenkmal siehe: Hauptstraße 145 | 09050519 – Hauptstraße 106, Wohnhaus mit Gaststätte, um 1890                                    |                                     |
| 09050513 | Hauptstraße 94, 96, 97, 98, 100, 100A, 102, 104, 106, 107A-109A, 110, 113–116E, 118/144F, 125, 131, 141/145E, 146–155, 156–159, 160–161, 162–165, 167/169A, 175/177 Mönchmühler Straße 9/17 Schönhauser Straße 2–5A, 78 Wilhelmsruher Damm 4 (Lage) | Dorfanger Rosenthal Anger mit Baumbestand, Dorfkirche und Kirchhof, Hofanlagen mit Wohnhäusern, Nebengebäuden und Pflasterung, Vorgärten mit Einfriedungen, rückwärtigen Freiflächen, Mönchmühler Straße und Verbindungsstraße nach Blankenfelde Gesamtanlage siehe: Hauptstraße 125 Baudenkmale siehe: Hauptstraße 94, 100, 109, 126, 128, 132, 138, 146, 147–147B, 149, 150, 151, 165, 169, 175 Gartendenkmal siehe: Hauptstraße 149 Bodendenkmal siehe: Hauptstraße 145 | Stallgebäude, um 1890                                                                           |                                     |
| 09050513 | Hauptstraße 94, 96, 97, 98, 100, 100A, 102, 104, 106, 107A-109A, 110, 113–116E, 118/144F, 125, 131, 141/145E, 146–155, 156–159, 160–161, 162–165, 167/169A, 175/177 Mönchmühler Straße 9/17 Schönhauser Straße 2–5A, 78 Wilhelmsruher Damm 4 (Lage) | Dorfanger Rosenthal Anger mit Baumbestand, Dorfkirche und Kirchhof, Hofanlagen mit Wohnhäusern, Nebengebäuden und Pflasterung, Vorgärten mit Einfriedungen, rückwärtigen Freiflächen, Mönchmühler Straße und Verbindungsstraße nach Blankenfelde Gesamtanlage siehe: Hauptstraße 125 Baudenkmale siehe: Hauptstraße 94, 100, 109, 126, 128, 132, 138, 146, 147–147B, 149, 150, 151, 165, 169, 175 Gartendenkmal siehe: Hauptstraße 149 Bodendenkmal siehe: Hauptstraße 145 | 09050520 – Hauptstraße 107A, Wohnhaus, um 1925                                                  |                                     |
| 09050513 | Hauptstraße 94, 96, 97, 98, 100, 100A, 102, 104, 106, 107A-109A, 110, 113–116E, 118/144F, 125, 131, 141/145E, 146–155, 156–159, 160–161, 162–165, 167/169A, 175/177 Mönchmühler Straße 9/17 Schönhauser Straße 2–5A, 78 Wilhelmsruher Damm 4 (Lage) | Dorfanger Rosenthal Anger mit Baumbestand, Dorfkirche und Kirchhof, Hofanlagen mit Wohnhäusern, Nebengebäuden und Pflasterung, Vorgärten mit Einfriedungen, rückwärtigen Freiflächen, Mönchmühler Straße und Verbindungsstraße nach Blankenfelde Gesamtanlage siehe: Hauptstraße 125 Baudenkmale siehe: Hauptstraße 94, 100, 109, 126, 128, 132, 138, 146, 147–147B, 149, 150, 151, 165, 169, 175 Gartendenkmal siehe: Hauptstraße 149 Bodendenkmal siehe: Hauptstraße 145 | 09050521 – Hauptstraße 108, Wohnhaus, um 1890                                                   |                                     |
| 09050513 | Hauptstraße 94, 96, 97, 98, 100, 100A, 102, 104, 106, 107A-109A, 110, 113–116E, 118/144F, 125, 131, 141/145E, 146–155, 156–159, 160–161, 162–165, 167/169A, 175/177 Mönchmühler Straße 9/17 Schönhauser Straße 2–5A, 78 Wilhelmsruher Damm 4 (Lage) | Dorfanger Rosenthal Anger mit Baumbestand, Dorfkirche und Kirchhof, Hofanlagen mit Wohnhäusern, Nebengebäuden und Pflasterung, Vorgärten mit Einfriedungen, rückwärtigen Freiflächen, Mönchmühler Straße und Verbindungsstraße nach Blankenfelde Gesamtanlage siehe: Hauptstraße 125 Baudenkmale siehe: Hauptstraße 94, 100, 109, 126, 128, 132, 138, 146, 147–147B, 149, 150, 151, 165, 169, 175 Gartendenkmal siehe: Hauptstraße 149 Bodendenkmal siehe: Hauptstraße 145 | 09050522 – Hauptstraße 109A, Scheune, um 1880                                                   |                                     |
| 09050513 | Hauptstraße 94, 96, 97, 98, 100, 100A, 102, 104, 106, 107A-109A, 110, 113–116E, 118/144F, 125, 131, 141/145E, 146–155, 156–159, 160–161, 162–165, 167/169A, 175/177 Mönchmühler Straße 9/17 Schönhauser Straße 2–5A, 78 Wilhelmsruher Damm 4 (Lage) | Dorfanger Rosenthal Anger mit Baumbestand, Dorfkirche und Kirchhof, Hofanlagen mit Wohnhäusern, Nebengebäuden und Pflasterung, Vorgärten mit Einfriedungen, rückwärtigen Freiflächen, Mönchmühler Straße und Verbindungsstraße nach Blankenfelde Gesamtanlage siehe: Hauptstraße 125 Baudenkmale siehe: Hauptstraße 94, 100, 109, 126, 128, 132, 138, 146, 147–147B, 149, 150, 151, 165, 169, 175 Gartendenkmal siehe: Hauptstraße 149 Bodendenkmal siehe: Hauptstraße 145 | 09050523 – Hauptstraße 110, Wohnhaus, um 1875                                                   |                                     |
| 09050513 | Hauptstraße 94, 96, 97, 98, 100, 100A, 102, 104, 106, 107A-109A, 110, 113–116E, 118/144F, 125, 131, 141/145E, 146–155, 156–159, 160–161, 162–165, 167/169A, 175/177 Mönchmühler Straße 9/17 Schönhauser Straße 2–5A, 78 Wilhelmsruher Damm 4 (Lage) | Dorfanger Rosenthal Anger mit Baumbestand, Dorfkirche und Kirchhof, Hofanlagen mit Wohnhäusern, Nebengebäuden und Pflasterung, Vorgärten mit Einfriedungen, rückwärtigen Freiflächen, Mönchmühler Straße und Verbindungsstraße nach Blankenfelde Gesamtanlage siehe: Hauptstraße 125 Baudenkmale siehe: Hauptstraße 94, 100, 109, 126, 128, 132, 138, 146, 147–147B, 149, 150, 151, 165, 169, 175 Gartendenkmal siehe: Hauptstraße 149 Bodendenkmal siehe: Hauptstraße 145 | 09050524 – Hauptstraße 113, Wohnhaus, um 1865, 1880                                             |                                     |
| 09050513 | Hauptstraße 94, 96, 97, 98, 100, 100A, 102, 104, 106, 107A-109A, 110, 113–116E, 118/144F, 125, 131, 141/145E, 146–155, 156–159, 160–161, 162–165, 167/169A, 175/177 Mönchmühler Straße 9/17 Schönhauser Straße 2–5A, 78 Wilhelmsruher Damm 4 (Lage) | Dorfanger Rosenthal Anger mit Baumbestand, Dorfkirche und Kirchhof, Hofanlagen mit Wohnhäusern, Nebengebäuden und Pflasterung, Vorgärten mit Einfriedungen, rückwärtigen Freiflächen, Mönchmühler Straße und Verbindungsstraße nach Blankenfelde Gesamtanlage siehe: Hauptstraße 125 Baudenkmale siehe: Hauptstraße 94, 100, 109, 126, 128, 132, 138, 146, 147–147B, 149, 150, 151, 165, 169, 175 Gartendenkmal siehe: Hauptstraße 149 Bodendenkmal siehe: Hauptstraße 145 | Rest der Einfriedung und Stall, um 1865, 1880                                                   |                                     |
| 09050513 | Hauptstraße 94, 96, 97, 98, 100, 100A, 102, 104, 106, 107A-109A, 110, 113–116E, 118/144F, 125, 131, 141/145E, 146–155, 156–159, 160–161, 162–165, 167/169A, 175/177 Mönchmühler Straße 9/17 Schönhauser Straße 2–5A, 78 Wilhelmsruher Damm 4 (Lage) | Dorfanger Rosenthal Anger mit Baumbestand, Dorfkirche und Kirchhof, Hofanlagen mit Wohnhäusern, Nebengebäuden und Pflasterung, Vorgärten mit Einfriedungen, rückwärtigen Freiflächen, Mönchmühler Straße und Verbindungsstraße nach Blankenfelde Gesamtanlage siehe: Hauptstraße 125 Baudenkmale siehe: Hauptstraße 94, 100, 109, 126, 128, 132, 138, 146, 147–147B, 149, 150, 151, 165, 169, 175 Gartendenkmal siehe: Hauptstraße 149 Bodendenkmal siehe: Hauptstraße 145 | 09050525 – Hauptstraße 114, Wohnhaus mit Einfriedung, um 1900                                   |                                     |
| 09050513 | Hauptstraße 94, 96, 97, 98, 100, 100A, 102, 104, 106, 107A-109A, 110, 113–116E, 118/144F, 125, 131, 141/145E, 146–155, 156–159, 160–161, 162–165, 167/169A, 175/177 Mönchmühler Straße 9/17 Schönhauser Straße 2–5A, 78 Wilhelmsruher Damm 4 (Lage) | Dorfanger Rosenthal Anger mit Baumbestand, Dorfkirche und Kirchhof, Hofanlagen mit Wohnhäusern, Nebengebäuden und Pflasterung, Vorgärten mit Einfriedungen, rückwärtigen Freiflächen, Mönchmühler Straße und Verbindungsstraße nach Blankenfelde Gesamtanlage siehe: Hauptstraße 125 Baudenkmale siehe: Hauptstraße 94, 100, 109, 126, 128, 132, 138, 146, 147–147B, 149, 150, 151, 165, 169, 175 Gartendenkmal siehe: Hauptstraße 149 Bodendenkmal siehe: Hauptstraße 145 | Stall und Hofpflaster, um 1900                                                                  |                                     |
| 09050513 | Hauptstraße 94, 96, 97, 98, 100, 100A, 102, 104, 106, 107A-109A, 110, 113–116E, 118/144F, 125, 131, 141/145E, 146–155, 156–159, 160–161, 162–165, 167/169A, 175/177 Mönchmühler Straße 9/17 Schönhauser Straße 2–5A, 78 Wilhelmsruher Damm 4 (Lage) | Dorfanger Rosenthal Anger mit Baumbestand, Dorfkirche und Kirchhof, Hofanlagen mit Wohnhäusern, Nebengebäuden und Pflasterung, Vorgärten mit Einfriedungen, rückwärtigen Freiflächen, Mönchmühler Straße und Verbindungsstraße nach Blankenfelde Gesamtanlage siehe: Hauptstraße 125 Baudenkmale siehe: Hauptstraße 94, 100, 109, 126, 128, 132, 138, 146, 147–147B, 149, 150, 151, 165, 169, 175 Gartendenkmal siehe: Hauptstraße 149 Bodendenkmal siehe: Hauptstraße 145 | 09050526 – Hauptstraße 115, Wohnhaus, um 1880                                                   |                                     |
| 09050513 | Hauptstraße 94, 96, 97, 98, 100, 100A, 102, 104, 106, 107A-109A, 110, 113–116E, 118/144F, 125, 131, 141/145E, 146–155, 156–159, 160–161, 162–165, 167/169A, 175/177 Mönchmühler Straße 9/17 Schönhauser Straße 2–5A, 78 Wilhelmsruher Damm 4 (Lage) | Dorfanger Rosenthal Anger mit Baumbestand, Dorfkirche und Kirchhof, Hofanlagen mit Wohnhäusern, Nebengebäuden und Pflasterung, Vorgärten mit Einfriedungen, rückwärtigen Freiflächen, Mönchmühler Straße und Verbindungsstraße nach Blankenfelde Gesamtanlage siehe: Hauptstraße 125 Baudenkmale siehe: Hauptstraße 94, 100, 109, 126, 128, 132, 138, 146, 147–147B, 149, 150, 151, 165, 169, 175 Gartendenkmal siehe: Hauptstraße 149 Bodendenkmal siehe: Hauptstraße 145 | 09050527 – Hauptstraße 116, ehem. Landarbeiterhaus, um 1900, verändert                          |                                     |
| 09050513 | Hauptstraße 94, 96, 97, 98, 100, 100A, 102, 104, 106, 107A-109A, 110, 113–116E, 118/144F, 125, 131, 141/145E, 146–155, 156–159, 160–161, 162–165, 167/169A, 175/177 Mönchmühler Straße 9/17 Schönhauser Straße 2–5A, 78 Wilhelmsruher Damm 4 (Lage) | Dorfanger Rosenthal Anger mit Baumbestand, Dorfkirche und Kirchhof, Hofanlagen mit Wohnhäusern, Nebengebäuden und Pflasterung, Vorgärten mit Einfriedungen, rückwärtigen Freiflächen, Mönchmühler Straße und Verbindungsstraße nach Blankenfelde Gesamtanlage siehe: Hauptstraße 125 Baudenkmale siehe: Hauptstraße 94, 100, 109, 126, 128, 132, 138, 146, 147–147B, 149, 150, 151, 165, 169, 175 Gartendenkmal siehe: Hauptstraße 149 Bodendenkmal siehe: Hauptstraße 145 | 09050528 – Hauptstraße 116A, Wohnhaus, um 1950                                                  |                                     |
| 09050513 | Hauptstraße 94, 96, 97, 98, 100, 100A, 102, 104, 106, 107A-109A, 110, 113–116E, 118/144F, 125, 131, 141/145E, 146–155, 156–159, 160–161, 162–165, 167/169A, 175/177 Mönchmühler Straße 9/17 Schönhauser Straße 2–5A, 78 Wilhelmsruher Damm 4 (Lage) | Dorfanger Rosenthal Anger mit Baumbestand, Dorfkirche und Kirchhof, Hofanlagen mit Wohnhäusern, Nebengebäuden und Pflasterung, Vorgärten mit Einfriedungen, rückwärtigen Freiflächen, Mönchmühler Straße und Verbindungsstraße nach Blankenfelde Gesamtanlage siehe: Hauptstraße 125 Baudenkmale siehe: Hauptstraße 94, 100, 109, 126, 128, 132, 138, 146, 147–147B, 149, 150, 151, 165, 169, 175 Gartendenkmal siehe: Hauptstraße 149 Bodendenkmal siehe: Hauptstraße 145 | 09050529 – Hauptstraße 118, Wohnhaus mit Einfriedung, um 1880                                   |                                     |
| 09050513 | Hauptstraße 94, 96, 97, 98, 100, 100A, 102, 104, 106, 107A-109A, 110, 113–116E, 118/144F, 125, 131, 141/145E, 146–155, 156–159, 160–161, 162–165, 167/169A, 175/177 Mönchmühler Straße 9/17 Schönhauser Straße 2–5A, 78 Wilhelmsruher Damm 4 (Lage) | Dorfanger Rosenthal Anger mit Baumbestand, Dorfkirche und Kirchhof, Hofanlagen mit Wohnhäusern, Nebengebäuden und Pflasterung, Vorgärten mit Einfriedungen, rückwärtigen Freiflächen, Mönchmühler Straße und Verbindungsstraße nach Blankenfelde Gesamtanlage siehe: Hauptstraße 125 Baudenkmale siehe: Hauptstraße 94, 100, 109, 126, 128, 132, 138, 146, 147–147B, 149, 150, 151, 165, 169, 175 Gartendenkmal siehe: Hauptstraße 149 Bodendenkmal siehe: Hauptstraße 145 | Wirtschaftsgebäude, um 1880                                                                     |                                     |
| 09050513 | Hauptstraße 94, 96, 97, 98, 100, 100A, 102, 104, 106, 107A-109A, 110, 113–116E, 118/144F, 125, 131, 141/145E, 146–155, 156–159, 160–161, 162–165, 167/169A, 175/177 Mönchmühler Straße 9/17 Schönhauser Straße 2–5A, 78 Wilhelmsruher Damm 4 (Lage) | Dorfanger Rosenthal Anger mit Baumbestand, Dorfkirche und Kirchhof, Hofanlagen mit Wohnhäusern, Nebengebäuden und Pflasterung, Vorgärten mit Einfriedungen, rückwärtigen Freiflächen, Mönchmühler Straße und Verbindungsstraße nach Blankenfelde Gesamtanlage siehe: Hauptstraße 125 Baudenkmale siehe: Hauptstraße 94, 100, 109, 126, 128, 132, 138, 146, 147–147B, 149, 150, 151, 165, 169, 175 Gartendenkmal siehe: Hauptstraße 149 Bodendenkmal siehe: Hauptstraße 145 | 09050530 – Hauptstraße 120, Wohnhaus, um 1880                                                   |                                     |
| 09050513 | Hauptstraße 94, 96, 97, 98, 100, 100A, 102, 104, 106, 107A-109A, 110, 113–116E, 118/144F, 125, 131, 141/145E, 146–155, 156–159, 160–161, 162–165, 167/169A, 175/177 Mönchmühler Straße 9/17 Schönhauser Straße 2–5A, 78 Wilhelmsruher Damm 4 (Lage) | Dorfanger Rosenthal Anger mit Baumbestand, Dorfkirche und Kirchhof, Hofanlagen mit Wohnhäusern, Nebengebäuden und Pflasterung, Vorgärten mit Einfriedungen, rückwärtigen Freiflächen, Mönchmühler Straße und Verbindungsstraße nach Blankenfelde Gesamtanlage siehe: Hauptstraße 125 Baudenkmale siehe: Hauptstraße 94, 100, 109, 126, 128, 132, 138, 146, 147–147B, 149, 150, 151, 165, 169, 175 Gartendenkmal siehe: Hauptstraße 149 Bodendenkmal siehe: Hauptstraße 145 | 09050531 – Hauptstraße 122, Wohnhaus, um 1950                                                   |                                     |
| 09050513 | Hauptstraße 94, 96, 97, 98, 100, 100A, 102, 104, 106, 107A-109A, 110, 113–116E, 118/144F, 125, 131, 141/145E, 146–155, 156–159, 160–161, 162–165, 167/169A, 175/177 Mönchmühler Straße 9/17 Schönhauser Straße 2–5A, 78 Wilhelmsruher Damm 4 (Lage) | Dorfanger Rosenthal Anger mit Baumbestand, Dorfkirche und Kirchhof, Hofanlagen mit Wohnhäusern, Nebengebäuden und Pflasterung, Vorgärten mit Einfriedungen, rückwärtigen Freiflächen, Mönchmühler Straße und Verbindungsstraße nach Blankenfelde Gesamtanlage siehe: Hauptstraße 125 Baudenkmale siehe: Hauptstraße 94, 100, 109, 126, 128, 132, 138, 146, 147–147B, 149, 150, 151, 165, 169, 175 Gartendenkmal siehe: Hauptstraße 149 Bodendenkmal siehe: Hauptstraße 145 | 09050532 – Hauptstraße 124, Wohnhaus, um 1885                                                   |                                     |
| 09050513 | Hauptstraße 94, 96, 97, 98, 100, 100A, 102, 104, 106, 107A-109A, 110, 113–116E, 118/144F, 125, 131, 141/145E, 146–155, 156–159, 160–161, 162–165, 167/169A, 175/177 Mönchmühler Straße 9/17 Schönhauser Straße 2–5A, 78 Wilhelmsruher Damm 4 (Lage) | Dorfanger Rosenthal Anger mit Baumbestand, Dorfkirche und Kirchhof, Hofanlagen mit Wohnhäusern, Nebengebäuden und Pflasterung, Vorgärten mit Einfriedungen, rückwärtigen Freiflächen, Mönchmühler Straße und Verbindungsstraße nach Blankenfelde Gesamtanlage siehe: Hauptstraße 125 Baudenkmale siehe: Hauptstraße 94, 100, 109, 126, 128, 132, 138, 146, 147–147B, 149, 150, 151, 165, 169, 175 Gartendenkmal siehe: Hauptstraße 149 Bodendenkmal siehe: Hauptstraße 145 | Remise, um 1885                                                                                 |                                     |
| 09050513 | Hauptstraße 94, 96, 97, 98, 100, 100A, 102, 104, 106, 107A-109A, 110, 113–116E, 118/144F, 125, 131, 141/145E, 146–155, 156–159, 160–161, 162–165, 167/169A, 175/177 Mönchmühler Straße 9/17 Schönhauser Straße 2–5A, 78 Wilhelmsruher Damm 4 (Lage) | Dorfanger Rosenthal Anger mit Baumbestand, Dorfkirche und Kirchhof, Hofanlagen mit Wohnhäusern, Nebengebäuden und Pflasterung, Vorgärten mit Einfriedungen, rückwärtigen Freiflächen, Mönchmühler Straße und Verbindungsstraße nach Blankenfelde Gesamtanlage siehe: Hauptstraße 125 Baudenkmale siehe: Hauptstraße 94, 100, 109, 126, 128, 132, 138, 146, 147–147B, 149, 150, 151, 165, 169, 175 Gartendenkmal siehe: Hauptstraße 149 Bodendenkmal siehe: Hauptstraße 145 | 09050533 – Hauptstraße 134, Wohnhaus, um 1900                                                   |                                     |
| 09050513 | Hauptstraße 94, 96, 97, 98, 100, 100A, 102, 104, 106, 107A-109A, 110, 113–116E, 118/144F, 125, 131, 141/145E, 146–155, 156–159, 160–161, 162–165, 167/169A, 175/177 Mönchmühler Straße 9/17 Schönhauser Straße 2–5A, 78 Wilhelmsruher Damm 4 (Lage) | Dorfanger Rosenthal Anger mit Baumbestand, Dorfkirche und Kirchhof, Hofanlagen mit Wohnhäusern, Nebengebäuden und Pflasterung, Vorgärten mit Einfriedungen, rückwärtigen Freiflächen, Mönchmühler Straße und Verbindungsstraße nach Blankenfelde Gesamtanlage siehe: Hauptstraße 125 Baudenkmale siehe: Hauptstraße 94, 100, 109, 126, 128, 132, 138, 146, 147–147B, 149, 150, 151, 165, 169, 175 Gartendenkmal siehe: Hauptstraße 149 Bodendenkmal siehe: Hauptstraße 145 | Dorfkrug und Festsaal, um 1900                                                                  |                                     |
| 09050513 | Hauptstraße 94, 96, 97, 98, 100, 100A, 102, 104, 106, 107A-109A, 110, 113–116E, 118/144F, 125, 131, 141/145E, 146–155, 156–159, 160–161, 162–165, 167/169A, 175/177 Mönchmühler Straße 9/17 Schönhauser Straße 2–5A, 78 Wilhelmsruher Damm 4 (Lage) | Dorfanger Rosenthal Anger mit Baumbestand, Dorfkirche und Kirchhof, Hofanlagen mit Wohnhäusern, Nebengebäuden und Pflasterung, Vorgärten mit Einfriedungen, rückwärtigen Freiflächen, Mönchmühler Straße und Verbindungsstraße nach Blankenfelde Gesamtanlage siehe: Hauptstraße 125 Baudenkmale siehe: Hauptstraße 94, 100, 109, 126, 128, 132, 138, 146, 147–147B, 149, 150, 151, 165, 169, 175 Gartendenkmal siehe: Hauptstraße 149 Bodendenkmal siehe: Hauptstraße 145 | 09050534 – Hauptstraße 136, Wohnhaus, um 1870                                                   |                                     |
| 09050513 | Hauptstraße 94, 96, 97, 98, 100, 100A, 102, 104, 106, 107A-109A, 110, 113–116E, 118/144F, 125, 131, 141/145E, 146–155, 156–159, 160–161, 162–165, 167/169A, 175/177 Mönchmühler Straße 9/17 Schönhauser Straße 2–5A, 78 Wilhelmsruher Damm 4 (Lage) | Dorfanger Rosenthal Anger mit Baumbestand, Dorfkirche und Kirchhof, Hofanlagen mit Wohnhäusern, Nebengebäuden und Pflasterung, Vorgärten mit Einfriedungen, rückwärtigen Freiflächen, Mönchmühler Straße und Verbindungsstraße nach Blankenfelde Gesamtanlage siehe: Hauptstraße 125 Baudenkmale siehe: Hauptstraße 94, 100, 109, 126, 128, 132, 138, 146, 147–147B, 149, 150, 151, 165, 169, 175 Gartendenkmal siehe: Hauptstraße 149 Bodendenkmal siehe: Hauptstraße 145 | Wirtschaftsgebäude, 1898                                                                        |                                     |
| 09050513 | Hauptstraße 94, 96, 97, 98, 100, 100A, 102, 104, 106, 107A-109A, 110, 113–116E, 118/144F, 125, 131, 141/145E, 146–155, 156–159, 160–161, 162–165, 167/169A, 175/177 Mönchmühler Straße 9/17 Schönhauser Straße 2–5A, 78 Wilhelmsruher Damm 4 (Lage) | Dorfanger Rosenthal Anger mit Baumbestand, Dorfkirche und Kirchhof, Hofanlagen mit Wohnhäusern, Nebengebäuden und Pflasterung, Vorgärten mit Einfriedungen, rückwärtigen Freiflächen, Mönchmühler Straße und Verbindungsstraße nach Blankenfelde Gesamtanlage siehe: Hauptstraße 125 Baudenkmale siehe: Hauptstraße 94, 100, 109, 126, 128, 132, 138, 146, 147–147B, 149, 150, 151, 165, 169, 175 Gartendenkmal siehe: Hauptstraße 149 Bodendenkmal siehe: Hauptstraße 145 | 09050535 – Hauptstraße 140, Wohnhaus, um 1880                                                   |                                     |
| 09050513 | Hauptstraße 94, 96, 97, 98, 100, 100A, 102, 104, 106, 107A-109A, 110, 113–116E, 118/144F, 125, 131, 141/145E, 146–155, 156–159, 160–161, 162–165, 167/169A, 175/177 Mönchmühler Straße 9/17 Schönhauser Straße 2–5A, 78 Wilhelmsruher Damm 4 (Lage) | Dorfanger Rosenthal Anger mit Baumbestand, Dorfkirche und Kirchhof, Hofanlagen mit Wohnhäusern, Nebengebäuden und Pflasterung, Vorgärten mit Einfriedungen, rückwärtigen Freiflächen, Mönchmühler Straße und Verbindungsstraße nach Blankenfelde Gesamtanlage siehe: Hauptstraße 125 Baudenkmale siehe: Hauptstraße 94, 100, 109, 126, 128, 132, 138, 146, 147–147B, 149, 150, 151, 165, 169, 175 Gartendenkmal siehe: Hauptstraße 149 Bodendenkmal siehe: Hauptstraße 145 | 09050536 – Hauptstraße 142, Wohnhaus, um 1890                                                   |                                     |
| 09050513 | Hauptstraße 94, 96, 97, 98, 100, 100A, 102, 104, 106, 107A-109A, 110, 113–116E, 118/144F, 125, 131, 141/145E, 146–155, 156–159, 160–161, 162–165, 167/169A, 175/177 Mönchmühler Straße 9/17 Schönhauser Straße 2–5A, 78 Wilhelmsruher Damm 4 (Lage) | Dorfanger Rosenthal Anger mit Baumbestand, Dorfkirche und Kirchhof, Hofanlagen mit Wohnhäusern, Nebengebäuden und Pflasterung, Vorgärten mit Einfriedungen, rückwärtigen Freiflächen, Mönchmühler Straße und Verbindungsstraße nach Blankenfelde Gesamtanlage siehe: Hauptstraße 125 Baudenkmale siehe: Hauptstraße 94, 100, 109, 126, 128, 132, 138, 146, 147–147B, 149, 150, 151, 165, 169, 175 Gartendenkmal siehe: Hauptstraße 149 Bodendenkmal siehe: Hauptstraße 145 | 09050537 – Hauptstraße 144, Wohnhaus, um 1850                                                   |                                     |
| 09050513 | Hauptstraße 94, 96, 97, 98, 100, 100A, 102, 104, 106, 107A-109A, 110, 113–116E, 118/144F, 125, 131, 141/145E, 146–155, 156–159, 160–161, 162–165, 167/169A, 175/177 Mönchmühler Straße 9/17 Schönhauser Straße 2–5A, 78 Wilhelmsruher Damm 4 (Lage) | Dorfanger Rosenthal Anger mit Baumbestand, Dorfkirche und Kirchhof, Hofanlagen mit Wohnhäusern, Nebengebäuden und Pflasterung, Vorgärten mit Einfriedungen, rückwärtigen Freiflächen, Mönchmühler Straße und Verbindungsstraße nach Blankenfelde Gesamtanlage siehe: Hauptstraße 125 Baudenkmale siehe: Hauptstraße 94, 100, 109, 126, 128, 132, 138, 146, 147–147B, 149, 150, 151, 165, 169, 175 Gartendenkmal siehe: Hauptstraße 149 Bodendenkmal siehe: Hauptstraße 145 | Stallgebäude und Remise, um 1875, 1900, Hofpflaster                                             |                                     |
| 09050513 | Hauptstraße 94, 96, 97, 98, 100, 100A, 102, 104, 106, 107A-109A, 110, 113–116E, 118/144F, 125, 131, 141/145E, 146–155, 156–159, 160–161, 162–165, 167/169A, 175/177 Mönchmühler Straße 9/17 Schönhauser Straße 2–5A, 78 Wilhelmsruher Damm 4 (Lage) | Dorfanger Rosenthal Anger mit Baumbestand, Dorfkirche und Kirchhof, Hofanlagen mit Wohnhäusern, Nebengebäuden und Pflasterung, Vorgärten mit Einfriedungen, rückwärtigen Freiflächen, Mönchmühler Straße und Verbindungsstraße nach Blankenfelde Gesamtanlage siehe: Hauptstraße 125 Baudenkmale siehe: Hauptstraße 94, 100, 109, 126, 128, 132, 138, 146, 147–147B, 149, 150, 151, 165, 169, 175 Gartendenkmal siehe: Hauptstraße 149 Bodendenkmal siehe: Hauptstraße 145 | 09050538 – Hauptstraße 148, Gesindehausteil und Stallgebäude, um 1880                           |                                     |
| 09050513 | Hauptstraße 94, 96, 97, 98, 100, 100A, 102, 104, 106, 107A-109A, 110, 113–116E, 118/144F, 125, 131, 141/145E, 146–155, 156–159, 160–161, 162–165, 167/169A, 175/177 Mönchmühler Straße 9/17 Schönhauser Straße 2–5A, 78 Wilhelmsruher Damm 4 (Lage) | Dorfanger Rosenthal Anger mit Baumbestand, Dorfkirche und Kirchhof, Hofanlagen mit Wohnhäusern, Nebengebäuden und Pflasterung, Vorgärten mit Einfriedungen, rückwärtigen Freiflächen, Mönchmühler Straße und Verbindungsstraße nach Blankenfelde Gesamtanlage siehe: Hauptstraße 125 Baudenkmale siehe: Hauptstraße 94, 100, 109, 126, 128, 132, 138, 146, 147–147B, 149, 150, 151, 165, 169, 175 Gartendenkmal siehe: Hauptstraße 149 Bodendenkmal siehe: Hauptstraße 145 | 09030275 – Hauptstraße 153, Wohnhaus (Diakonissenstation) und Stall, 1875                       |                                     |
| 09050513 | Hauptstraße 94, 96, 97, 98, 100, 100A, 102, 104, 106, 107A-109A, 110, 113–116E, 118/144F, 125, 131, 141/145E, 146–155, 156–159, 160–161, 162–165, 167/169A, 175/177 Mönchmühler Straße 9/17 Schönhauser Straße 2–5A, 78 Wilhelmsruher Damm 4 (Lage) | Dorfanger Rosenthal Anger mit Baumbestand, Dorfkirche und Kirchhof, Hofanlagen mit Wohnhäusern, Nebengebäuden und Pflasterung, Vorgärten mit Einfriedungen, rückwärtigen Freiflächen, Mönchmühler Straße und Verbindungsstraße nach Blankenfelde Gesamtanlage siehe: Hauptstraße 125 Baudenkmale siehe: Hauptstraße 94, 100, 109, 126, 128, 132, 138, 146, 147–147B, 149, 150, 151, 165, 169, 175 Gartendenkmal siehe: Hauptstraße 149 Bodendenkmal siehe: Hauptstraße 145 | 09050541 – Hauptstraße 154, Wohnhaus mit Gaststätte, Saalbau, um 1905                           |                                     |
| 09050513 | Hauptstraße 94, 96, 97, 98, 100, 100A, 102, 104, 106, 107A-109A, 110, 113–116E, 118/144F, 125, 131, 141/145E, 146–155, 156–159, 160–161, 162–165, 167/169A, 175/177 Mönchmühler Straße 9/17 Schönhauser Straße 2–5A, 78 Wilhelmsruher Damm 4 (Lage) | Dorfanger Rosenthal Anger mit Baumbestand, Dorfkirche und Kirchhof, Hofanlagen mit Wohnhäusern, Nebengebäuden und Pflasterung, Vorgärten mit Einfriedungen, rückwärtigen Freiflächen, Mönchmühler Straße und Verbindungsstraße nach Blankenfelde Gesamtanlage siehe: Hauptstraße 125 Baudenkmale siehe: Hauptstraße 94, 100, 109, 126, 128, 132, 138, 146, 147–147B, 149, 150, 151, 165, 169, 175 Gartendenkmal siehe: Hauptstraße 149 Bodendenkmal siehe: Hauptstraße 145 | Hauptstraße 154, Scheune und Stall, um 1870                                                     |                                     |
| 09050513 | Hauptstraße 94, 96, 97, 98, 100, 100A, 102, 104, 106, 107A-109A, 110, 113–116E, 118/144F, 125, 131, 141/145E, 146–155, 156–159, 160–161, 162–165, 167/169A, 175/177 Mönchmühler Straße 9/17 Schönhauser Straße 2–5A, 78 Wilhelmsruher Damm 4 (Lage) | Dorfanger Rosenthal Anger mit Baumbestand, Dorfkirche und Kirchhof, Hofanlagen mit Wohnhäusern, Nebengebäuden und Pflasterung, Vorgärten mit Einfriedungen, rückwärtigen Freiflächen, Mönchmühler Straße und Verbindungsstraße nach Blankenfelde Gesamtanlage siehe: Hauptstraße 125 Baudenkmale siehe: Hauptstraße 94, 100, 109, 126, 128, 132, 138, 146, 147–147B, 149, 150, 151, 165, 169, 175 Gartendenkmal siehe: Hauptstraße 149 Bodendenkmal siehe: Hauptstraße 145 | 09050543 – Hauptstraße 155, Wohnhaus mit Seitenflügel, Wirtschaftsgebäude, Einfriedung, um 1910 |                                     |
| 09050513 | Hauptstraße 94, 96, 97, 98, 100, 100A, 102, 104, 106, 107A-109A, 110, 113–116E, 118/144F, 125, 131, 141/145E, 146–155, 156–159, 160–161, 162–165, 167/169A, 175/177 Mönchmühler Straße 9/17 Schönhauser Straße 2–5A, 78 Wilhelmsruher Damm 4 (Lage) | Dorfanger Rosenthal Anger mit Baumbestand, Dorfkirche und Kirchhof, Hofanlagen mit Wohnhäusern, Nebengebäuden und Pflasterung, Vorgärten mit Einfriedungen, rückwärtigen Freiflächen, Mönchmühler Straße und Verbindungsstraße nach Blankenfelde Gesamtanlage siehe: Hauptstraße 125 Baudenkmale siehe: Hauptstraße 94, 100, 109, 126, 128, 132, 138, 146, 147–147B, 149, 150, 151, 165, 169, 175 Gartendenkmal siehe: Hauptstraße 149 Bodendenkmal siehe: Hauptstraße 145 | 09050544 – Hauptstraße 156, Stall mit Wohnteil, um 1885                                         |                                     |
| 09050513 | Hauptstraße 94, 96, 97, 98, 100, 100A, 102, 104, 106, 107A-109A, 110, 113–116E, 118/144F, 125, 131, 141/145E, 146–155, 156–159, 160–161, 162–165, 167/169A, 175/177 Mönchmühler Straße 9/17 Schönhauser Straße 2–5A, 78 Wilhelmsruher Damm 4 (Lage) | Dorfanger Rosenthal Anger mit Baumbestand, Dorfkirche und Kirchhof, Hofanlagen mit Wohnhäusern, Nebengebäuden und Pflasterung, Vorgärten mit Einfriedungen, rückwärtigen Freiflächen, Mönchmühler Straße und Verbindungsstraße nach Blankenfelde Gesamtanlage siehe: Hauptstraße 125 Baudenkmale siehe: Hauptstraße 94, 100, 109, 126, 128, 132, 138, 146, 147–147B, 149, 150, 151, 165, 169, 175 Gartendenkmal siehe: Hauptstraße 149 Bodendenkmal siehe: Hauptstraße 145 | 09030276 – Hauptstraße 157, Wohnhaus mit Einfriedung, um 1905                                   |                                     |
| 09050513 | Hauptstraße 94, 96, 97, 98, 100, 100A, 102, 104, 106, 107A-109A, 110, 113–116E, 118/144F, 125, 131, 141/145E, 146–155, 156–159, 160–161, 162–165, 167/169A, 175/177 Mönchmühler Straße 9/17 Schönhauser Straße 2–5A, 78 Wilhelmsruher Damm 4 (Lage) | Dorfanger Rosenthal Anger mit Baumbestand, Dorfkirche und Kirchhof, Hofanlagen mit Wohnhäusern, Nebengebäuden und Pflasterung, Vorgärten mit Einfriedungen, rückwärtigen Freiflächen, Mönchmühler Straße und Verbindungsstraße nach Blankenfelde Gesamtanlage siehe: Hauptstraße 125 Baudenkmale siehe: Hauptstraße 94, 100, 109, 126, 128, 132, 138, 146, 147–147B, 149, 150, 151, 165, 169, 175 Gartendenkmal siehe: Hauptstraße 149 Bodendenkmal siehe: Hauptstraße 145 | 09050457 – Hauptstraße 161, Wohnhaus mit Einfriedung, um 1890                                   |                                     |
| 09050513 | Hauptstraße 94, 96, 97, 98, 100, 100A, 102, 104, 106, 107A-109A, 110, 113–116E, 118/144F, 125, 131, 141/145E, 146–155, 156–159, 160–161, 162–165, 167/169A, 175/177 Mönchmühler Straße 9/17 Schönhauser Straße 2–5A, 78 Wilhelmsruher Damm 4 (Lage) | Dorfanger Rosenthal Anger mit Baumbestand, Dorfkirche und Kirchhof, Hofanlagen mit Wohnhäusern, Nebengebäuden und Pflasterung, Vorgärten mit Einfriedungen, rückwärtigen Freiflächen, Mönchmühler Straße und Verbindungsstraße nach Blankenfelde Gesamtanlage siehe: Hauptstraße 125 Baudenkmale siehe: Hauptstraße 94, 100, 109, 126, 128, 132, 138, 146, 147–147B, 149, 150, 151, 165, 169, 175 Gartendenkmal siehe: Hauptstraße 149 Bodendenkmal siehe: Hauptstraße 145 | 09050547 – Hauptstraße 162, Wohnhaus, um 1900                                                   |                                     |
| 09050513 | Hauptstraße 94, 96, 97, 98, 100, 100A, 102, 104, 106, 107A-109A, 110, 113–116E, 118/144F, 125, 131, 141/145E, 146–155, 156–159, 160–161, 162–165, 167/169A, 175/177 Mönchmühler Straße 9/17 Schönhauser Straße 2–5A, 78 Wilhelmsruher Damm 4 (Lage) | Dorfanger Rosenthal Anger mit Baumbestand, Dorfkirche und Kirchhof, Hofanlagen mit Wohnhäusern, Nebengebäuden und Pflasterung, Vorgärten mit Einfriedungen, rückwärtigen Freiflächen, Mönchmühler Straße und Verbindungsstraße nach Blankenfelde Gesamtanlage siehe: Hauptstraße 125 Baudenkmale siehe: Hauptstraße 94, 100, 109, 126, 128, 132, 138, 146, 147–147B, 149, 150, 151, 165, 169, 175 Gartendenkmal siehe: Hauptstraße 149 Bodendenkmal siehe: Hauptstraße 145 | 09050548 – Hauptstraße 163, Scheune und Stallgebäude, um 1880                                   |                                     |
| 09050513 | Hauptstraße 94, 96, 97, 98, 100, 100A, 102, 104, 106, 107A-109A, 110, 113–116E, 118/144F, 125, 131, 141/145E, 146–155, 156–159, 160–161, 162–165, 167/169A, 175/177 Mönchmühler Straße 9/17 Schönhauser Straße 2–5A, 78 Wilhelmsruher Damm 4 (Lage) | Dorfanger Rosenthal Anger mit Baumbestand, Dorfkirche und Kirchhof, Hofanlagen mit Wohnhäusern, Nebengebäuden und Pflasterung, Vorgärten mit Einfriedungen, rückwärtigen Freiflächen, Mönchmühler Straße und Verbindungsstraße nach Blankenfelde Gesamtanlage siehe: Hauptstraße 125 Baudenkmale siehe: Hauptstraße 94, 100, 109, 126, 128, 132, 138, 146, 147–147B, 149, 150, 151, 165, 169, 175 Gartendenkmal siehe: Hauptstraße 149 Bodendenkmal siehe: Hauptstraße 145 | 09050549 – Hauptstraße 164, Wohnhaus (ehem. Scheune?), um 1900                                  |                                     |
| 09050513 | Hauptstraße 94, 96, 97, 98, 100, 100A, 102, 104, 106, 107A-109A, 110, 113–116E, 118/144F, 125, 131, 141/145E, 146–155, 156–159, 160–161, 162–165, 167/169A, 175/177 Mönchmühler Straße 9/17 Schönhauser Straße 2–5A, 78 Wilhelmsruher Damm 4 (Lage) | Dorfanger Rosenthal Anger mit Baumbestand, Dorfkirche und Kirchhof, Hofanlagen mit Wohnhäusern, Nebengebäuden und Pflasterung, Vorgärten mit Einfriedungen, rückwärtigen Freiflächen, Mönchmühler Straße und Verbindungsstraße nach Blankenfelde Gesamtanlage siehe: Hauptstraße 125 Baudenkmale siehe: Hauptstraße 94, 100, 109, 126, 128, 132, 138, 146, 147–147B, 149, 150, 151, 165, 169, 175 Gartendenkmal siehe: Hauptstraße 149 Bodendenkmal siehe: Hauptstraße 145 | 09050552 – Hauptstraße 177, Wohnhaus, Wirtschaftsgebäude, um 1890                               |                                     |
| 09050513 | Hauptstraße 94, 96, 97, 98, 100, 100A, 102, 104, 106, 107A-109A, 110, 113–116E, 118/144F, 125, 131, 141/145E, 146–155, 156–159, 160–161, 162–165, 167/169A, 175/177 Mönchmühler Straße 9/17 Schönhauser Straße 2–5A, 78 Wilhelmsruher Damm 4 (Lage) | Dorfanger Rosenthal Anger mit Baumbestand, Dorfkirche und Kirchhof, Hofanlagen mit Wohnhäusern, Nebengebäuden und Pflasterung, Vorgärten mit Einfriedungen, rückwärtigen Freiflächen, Mönchmühler Straße und Verbindungsstraße nach Blankenfelde Gesamtanlage siehe: Hauptstraße 125 Baudenkmale siehe: Hauptstraße 94, 100, 109, 126, 128, 132, 138, 146, 147–147B, 149, 150, 151, 165, 169, 175 Gartendenkmal siehe: Hauptstraße 149 Bodendenkmal siehe: Hauptstraße 145 | 09030279 – Mönchmühler Straße 9, Wohnhaus und Stall-Remisengebäude, 1906                        |                                     |
| 09050513 | Hauptstraße 94, 96, 97, 98, 100, 100A, 102, 104, 106, 107A-109A, 110, 113–116E, 118/144F, 125, 131, 141/145E, 146–155, 156–159, 160–161, 162–165, 167/169A, 175/177 Mönchmühler Straße 9/17 Schönhauser Straße 2–5A, 78 Wilhelmsruher Damm 4 (Lage) | Dorfanger Rosenthal Anger mit Baumbestand, Dorfkirche und Kirchhof, Hofanlagen mit Wohnhäusern, Nebengebäuden und Pflasterung, Vorgärten mit Einfriedungen, rückwärtigen Freiflächen, Mönchmühler Straße und Verbindungsstraße nach Blankenfelde Gesamtanlage siehe: Hauptstraße 125 Baudenkmale siehe: Hauptstraße 94, 100, 109, 126, 128, 132, 138, 146, 147–147B, 149, 150, 151, 165, 169, 175 Gartendenkmal siehe: Hauptstraße 149 Bodendenkmal siehe: Hauptstraße 145 | 09030645 – Mönchmühler Straße 11/17, Friedhofskapelle, um 1910 (?)                              |                                     |
| 09050513 | Hauptstraße 94, 96, 97, 98, 100, 100A, 102, 104, 106, 107A-109A, 110, 113–116E, 118/144F, 125, 131, 141/145E, 146–155, 156–159, 160–161, 162–165, 167/169A, 175/177 Mönchmühler Straße 9/17 Schönhauser Straße 2–5A, 78 Wilhelmsruher Damm 4 (Lage) | Dorfanger Rosenthal Anger mit Baumbestand, Dorfkirche und Kirchhof, Hofanlagen mit Wohnhäusern, Nebengebäuden und Pflasterung, Vorgärten mit Einfriedungen, rückwärtigen Freiflächen, Mönchmühler Straße und Verbindungsstraße nach Blankenfelde Gesamtanlage siehe: Hauptstraße 125 Baudenkmale siehe: Hauptstraße 94, 100, 109, 126, 128, 132, 138, 146, 147–147B, 149, 150, 151, 165, 169, 175 Gartendenkmal siehe: Hauptstraße 149 Bodendenkmal siehe: Hauptstraße 145 | Einfriedung                                                                                     |                                     |
| 09050513 | Hauptstraße 94, 96, 97, 98, 100, 100A, 102, 104, 106, 107A-109A, 110, 113–116E, 118/144F, 125, 131, 141/145E, 146–155, 156–159, 160–161, 162–165, 167/169A, 175/177 Mönchmühler Straße 9/17 Schönhauser Straße 2–5A, 78 Wilhelmsruher Damm 4 (Lage) | Dorfanger Rosenthal Anger mit Baumbestand, Dorfkirche und Kirchhof, Hofanlagen mit Wohnhäusern, Nebengebäuden und Pflasterung, Vorgärten mit Einfriedungen, rückwärtigen Freiflächen, Mönchmühler Straße und Verbindungsstraße nach Blankenfelde Gesamtanlage siehe: Hauptstraße 125 Baudenkmale siehe: Hauptstraße 94, 100, 109, 126, 128, 132, 138, 146, 147–147B, 149, 150, 151, 165, 169, 175 Gartendenkmal siehe: Hauptstraße 149 Bodendenkmal siehe: Hauptstraße 145 | 09050555 – Schönhauser Straße 2, Wohnhaus, um 1900                                              |                                     |
| 09050513 | Hauptstraße 94, 96, 97, 98, 100, 100A, 102, 104, 106, 107A-109A, 110, 113–116E, 118/144F, 125, 131, 141/145E, 146–155, 156–159, 160–161, 162–165, 167/169A, 175/177 Mönchmühler Straße 9/17 Schönhauser Straße 2–5A, 78 Wilhelmsruher Damm 4 (Lage) | Dorfanger Rosenthal Anger mit Baumbestand, Dorfkirche und Kirchhof, Hofanlagen mit Wohnhäusern, Nebengebäuden und Pflasterung, Vorgärten mit Einfriedungen, rückwärtigen Freiflächen, Mönchmühler Straße und Verbindungsstraße nach Blankenfelde Gesamtanlage siehe: Hauptstraße 125 Baudenkmale siehe: Hauptstraße 94, 100, 109, 126, 128, 132, 138, 146, 147–147B, 149, 150, 151, 165, 169, 175 Gartendenkmal siehe: Hauptstraße 149 Bodendenkmal siehe: Hauptstraße 145 | 09050556 – Schönhauser Straße 3, Wohnhaus, um 1900, verändert                                   |                                     |
| 09050513 | Hauptstraße 94, 96, 97, 98, 100, 100A, 102, 104, 106, 107A-109A, 110, 113–116E, 118/144F, 125, 131, 141/145E, 146–155, 156–159, 160–161, 162–165, 167/169A, 175/177 Mönchmühler Straße 9/17 Schönhauser Straße 2–5A, 78 Wilhelmsruher Damm 4 (Lage) | Dorfanger Rosenthal Anger mit Baumbestand, Dorfkirche und Kirchhof, Hofanlagen mit Wohnhäusern, Nebengebäuden und Pflasterung, Vorgärten mit Einfriedungen, rückwärtigen Freiflächen, Mönchmühler Straße und Verbindungsstraße nach Blankenfelde Gesamtanlage siehe: Hauptstraße 125 Baudenkmale siehe: Hauptstraße 94, 100, 109, 126, 128, 132, 138, 146, 147–147B, 149, 150, 151, 165, 169, 175 Gartendenkmal siehe: Hauptstraße 149 Bodendenkmal siehe: Hauptstraße 145 | 09050557 – Schönhauser Straße 4, Wohnhaus, um 1880                                              |                                     |
| 09050513 | Hauptstraße 94, 96, 97, 98, 100, 100A, 102, 104, 106, 107A-109A, 110, 113–116E, 118/144F, 125, 131, 141/145E, 146–155, 156–159, 160–161, 162–165, 167/169A, 175/177 Mönchmühler Straße 9/17 Schönhauser Straße 2–5A, 78 Wilhelmsruher Damm 4 (Lage) | Dorfanger Rosenthal Anger mit Baumbestand, Dorfkirche und Kirchhof, Hofanlagen mit Wohnhäusern, Nebengebäuden und Pflasterung, Vorgärten mit Einfriedungen, rückwärtigen Freiflächen, Mönchmühler Straße und Verbindungsstraße nach Blankenfelde Gesamtanlage siehe: Hauptstraße 125 Baudenkmale siehe: Hauptstraße 94, 100, 109, 126, 128, 132, 138, 146, 147–147B, 149, 150, 151, 165, 169, 175 Gartendenkmal siehe: Hauptstraße 149 Bodendenkmal siehe: Hauptstraße 145 | 09050558 – Schönhauser Straße 5, Stallgebäude, um 1870                                          |                                     |
| 09050513 | Hauptstraße 94, 96, 97, 98, 100, 100A, 102, 104, 106, 107A-109A, 110, 113–116E, 118/144F, 125, 131, 141/145E, 146–155, 156–159, 160–161, 162–165, 167/169A, 175/177 Mönchmühler Straße 9/17 Schönhauser Straße 2–5A, 78 Wilhelmsruher Damm 4 (Lage) | Dorfanger Rosenthal Anger mit Baumbestand, Dorfkirche und Kirchhof, Hofanlagen mit Wohnhäusern, Nebengebäuden und Pflasterung, Vorgärten mit Einfriedungen, rückwärtigen Freiflächen, Mönchmühler Straße und Verbindungsstraße nach Blankenfelde Gesamtanlage siehe: Hauptstraße 125 Baudenkmale siehe: Hauptstraße 94, 100, 109, 126, 128, 132, 138, 146, 147–147B, 149, 150, 151, 165, 169, 175 Gartendenkmal siehe: Hauptstraße 149 Bodendenkmal siehe: Hauptstraße 145 | Wohnhaus, um 1900                                                                               |                                     |
| 09050513 | Hauptstraße 94, 96, 97, 98, 100, 100A, 102, 104, 106, 107A-109A, 110, 113–116E, 118/144F, 125, 131, 141/145E, 146–155, 156–159, 160–161, 162–165, 167/169A, 175/177 Mönchmühler Straße 9/17 Schönhauser Straße 2–5A, 78 Wilhelmsruher Damm 4 (Lage) | Dorfanger Rosenthal Anger mit Baumbestand, Dorfkirche und Kirchhof, Hofanlagen mit Wohnhäusern, Nebengebäuden und Pflasterung, Vorgärten mit Einfriedungen, rückwärtigen Freiflächen, Mönchmühler Straße und Verbindungsstraße nach Blankenfelde Gesamtanlage siehe: Hauptstraße 125 Baudenkmale siehe: Hauptstraße 94, 100, 109, 126, 128, 132, 138, 146, 147–147B, 149, 150, 151, 165, 169, 175 Gartendenkmal siehe: Hauptstraße 149 Bodendenkmal siehe: Hauptstraße 145 | Remise, Mauer, um 1900                                                                          |                                     |
| 09050513 | Hauptstraße 94, 96, 97, 98, 100, 100A, 102, 104, 106, 107A-109A, 110, 113–116E, 118/144F, 125, 131, 141/145E, 146–155, 156–159, 160–161, 162–165, 167/169A, 175/177 Mönchmühler Straße 9/17 Schönhauser Straße 2–5A, 78 Wilhelmsruher Damm 4 (Lage) | Dorfanger Rosenthal Anger mit Baumbestand, Dorfkirche und Kirchhof, Hofanlagen mit Wohnhäusern, Nebengebäuden und Pflasterung, Vorgärten mit Einfriedungen, rückwärtigen Freiflächen, Mönchmühler Straße und Verbindungsstraße nach Blankenfelde Gesamtanlage siehe: Hauptstraße 125 Baudenkmale siehe: Hauptstraße 94, 100, 109, 126, 128, 132, 138, 146, 147–147B, 149, 150, 151, 165, 169, 175 Gartendenkmal siehe: Hauptstraße 149 Bodendenkmal siehe: Hauptstraße 145 | 09050559 – Schönhauser Straße 78, Wohnhaus, um 1880                                             |                                     |
| 09050513 | Hauptstraße 94, 96, 97, 98, 100, 100A, 102, 104, 106, 107A-109A, 110, 113–116E, 118/144F, 125, 131, 141/145E, 146–155, 156–159, 160–161, 162–165, 167/169A, 175/177 Mönchmühler Straße 9/17 Schönhauser Straße 2–5A, 78 Wilhelmsruher Damm 4 (Lage) | Dorfanger Rosenthal Anger mit Baumbestand, Dorfkirche und Kirchhof, Hofanlagen mit Wohnhäusern, Nebengebäuden und Pflasterung, Vorgärten mit Einfriedungen, rückwärtigen Freiflächen, Mönchmühler Straße und Verbindungsstraße nach Blankenfelde Gesamtanlage siehe: Hauptstraße 125 Baudenkmale siehe: Hauptstraße 94, 100, 109, 126, 128, 132, 138, 146, 147–147B, 149, 150, 151, 165, 169, 175 Gartendenkmal siehe: Hauptstraße 149 Bodendenkmal siehe: Hauptstraße 145 | 09050560 – Wilhelmsruher Damm 4, Wohnhaus, Remise, um 1890                                      |                                     |
| 09050513 | Hauptstraße 94, 96, 97, 98, 100, 100A, 102, 104, 106, 107A-109A, 110, 113–116E, 118/144F, 125, 131, 141/145E, 146–155, 156–159, 160–161, 162–165, 167/169A, 175/177 Mönchmühler Straße 9/17 Schönhauser Straße 2–5A, 78 Wilhelmsruher Damm 4 (Lage) | Dorfanger Rosenthal Anger mit Baumbestand, Dorfkirche und Kirchhof, Hofanlagen mit Wohnhäusern, Nebengebäuden und Pflasterung, Vorgärten mit Einfriedungen, rückwärtigen Freiflächen, Mönchmühler Straße und Verbindungsstraße nach Blankenfelde Gesamtanlage siehe: Hauptstraße 125 Baudenkmale siehe: Hauptstraße 94, 100, 109, 126, 128, 132, 138, 146, 147–147B, 149, 150, 151, 165, 169, 175 Gartendenkmal siehe: Hauptstraße 149 Bodendenkmal siehe: Hauptstraße 145 | 09050614 – Hauptstraße 154A, Scheune und Stall, um 1870                                         |                                     |
| 09050513 | Hauptstraße 94, 96, 97, 98, 100, 100A, 102, 104, 106, 107A-109A, 110, 113–116E, 118/144F, 125, 131, 141/145E, 146–155, 156–159, 160–161, 162–165, 167/169A, 175/177 Mönchmühler Straße 9/17 Schönhauser Straße 2–5A, 78 Wilhelmsruher Damm 4 (Lage) | Dorfanger Rosenthal Anger mit Baumbestand, Dorfkirche und Kirchhof, Hofanlagen mit Wohnhäusern, Nebengebäuden und Pflasterung, Vorgärten mit Einfriedungen, rückwärtigen Freiflächen, Mönchmühler Straße und Verbindungsstraße nach Blankenfelde Gesamtanlage siehe: Hauptstraße 125 Baudenkmale siehe: Hauptstraße 94, 100, 109, 126, 128, 132, 138, 146, 147–147B, 149, 150, 151, 165, 169, 175 Gartendenkmal siehe: Hauptstraße 149 Bodendenkmal siehe: Hauptstraße 145 | 09050615 – Hauptstraße 144B, Remise, 1900                                                       |                                     |
| 09050513 | Hauptstraße 94, 96, 97, 98, 100, 100A, 102, 104, 106, 107A-109A, 110, 113–116E, 118/144F, 125, 131, 141/145E, 146–155, 156–159, 160–161, 162–165, 167/169A, 175/177 Mönchmühler Straße 9/17 Schönhauser Straße 2–5A, 78 Wilhelmsruher Damm 4 (Lage) | Dorfanger Rosenthal Anger mit Baumbestand, Dorfkirche und Kirchhof, Hofanlagen mit Wohnhäusern, Nebengebäuden und Pflasterung, Vorgärten mit Einfriedungen, rückwärtigen Freiflächen, Mönchmühler Straße und Verbindungsstraße nach Blankenfelde Gesamtanlage siehe: Hauptstraße 125 Baudenkmale siehe: Hauptstraße 94, 100, 109, 126, 128, 132, 138, 146, 147–147B, 149, 150, 151, 165, 169, 175 Gartendenkmal siehe: Hauptstraße 149 Bodendenkmal siehe: Hauptstraße 145 | 09050616 – Hauptstraße 144F, Stallgebäude, um 1875                                              |                                     |
| 09050513 | Hauptstraße 94, 96, 97, 98, 100, 100A, 102, 104, 106, 107A-109A, 110, 113–116E, 118/144F, 125, 131, 141/145E, 146–155, 156–159, 160–161, 162–165, 167/169A, 175/177 Mönchmühler Straße 9/17 Schönhauser Straße 2–5A, 78 Wilhelmsruher Damm 4 (Lage) | Dorfanger Rosenthal Anger mit Baumbestand, Dorfkirche und Kirchhof, Hofanlagen mit Wohnhäusern, Nebengebäuden und Pflasterung, Vorgärten mit Einfriedungen, rückwärtigen Freiflächen, Mönchmühler Straße und Verbindungsstraße nach Blankenfelde Gesamtanlage siehe: Hauptstraße 125 Baudenkmale siehe: Hauptstraße 94, 100, 109, 126, 128, 132, 138, 146, 147–147B, 149, 150, 151, 165, 169, 175 Gartendenkmal siehe: Hauptstraße 149 Bodendenkmal siehe: Hauptstraße 145 | Ehemalige Bestandteile des Ensembles:                                                           |                                     |
| 09050513 | Hauptstraße 94, 96, 97, 98, 100, 100A, 102, 104, 106, 107A-109A, 110, 113–116E, 118/144F, 125, 131, 141/145E, 146–155, 156–159, 160–161, 162–165, 167/169A, 175/177 Mönchmühler Straße 9/17 Schönhauser Straße 2–5A, 78 Wilhelmsruher Damm 4 (Lage) | Dorfanger Rosenthal Anger mit Baumbestand, Dorfkirche und Kirchhof, Hofanlagen mit Wohnhäusern, Nebengebäuden und Pflasterung, Vorgärten mit Einfriedungen, rückwärtigen Freiflächen, Mönchmühler Straße und Verbindungsstraße nach Blankenfelde Gesamtanlage siehe: Hauptstraße 125 Baudenkmale siehe: Hauptstraße 94, 100, 109, 126, 128, 132, 138, 146, 147–147B, 149, 150, 151, 165, 169, 175 Gartendenkmal siehe: Hauptstraße 149 Bodendenkmal siehe: Hauptstraße 145 | 09050539 – Hauptstraße 152, Wohnhaus, um 1860; Stall, um 1880                                   |                                     |
| 09050513 | Hauptstraße 94, 96, 97, 98, 100, 100A, 102, 104, 106, 107A-109A, 110, 113–116E, 118/144F, 125, 131, 141/145E, 146–155, 156–159, 160–161, 162–165, 167/169A, 175/177 Mönchmühler Straße 9/17 Schönhauser Straße 2–5A, 78 Wilhelmsruher Damm 4 (Lage) | Dorfanger Rosenthal Anger mit Baumbestand, Dorfkirche und Kirchhof, Hofanlagen mit Wohnhäusern, Nebengebäuden und Pflasterung, Vorgärten mit Einfriedungen, rückwärtigen Freiflächen, Mönchmühler Straße und Verbindungsstraße nach Blankenfelde Gesamtanlage siehe: Hauptstraße 125 Baudenkmale siehe: Hauptstraße 94, 100, 109, 126, 128, 132, 138, 146, 147–147B, 149, 150, 151, 165, 169, 175 Gartendenkmal siehe: Hauptstraße 149 Bodendenkmal siehe: Hauptstraße 145 | unbekannt – Hauptstraße 157A, Wohnhaus, um 1925                                                 |                                     |
| 09050513 | Hauptstraße 94, 96, 97, 98, 100, 100A, 102, 104, 106, 107A-109A, 110, 113–116E, 118/144F, 125, 131, 141/145E, 146–155, 156–159, 160–161, 162–165, 167/169A, 175/177 Mönchmühler Straße 9/17 Schönhauser Straße 2–5A, 78 Wilhelmsruher Damm 4 (Lage) | Dorfanger Rosenthal Anger mit Baumbestand, Dorfkirche und Kirchhof, Hofanlagen mit Wohnhäusern, Nebengebäuden und Pflasterung, Vorgärten mit Einfriedungen, rückwärtigen Freiflächen, Mönchmühler Straße und Verbindungsstraße nach Blankenfelde Gesamtanlage siehe: Hauptstraße 125 Baudenkmale siehe: Hauptstraße 94, 100, 109, 126, 128, 132, 138, 146, 147–147B, 149, 150, 151, 165, 169, 175 Gartendenkmal siehe: Hauptstraße 149 Bodendenkmal siehe: Hauptstraße 145 | unbekannt – Hauptstraße 159, Wohnhaus, um 1910, Umbauten                                        |                                     |
| 09050513 | Hauptstraße 94, 96, 97, 98, 100, 100A, 102, 104, 106, 107A-109A, 110, 113–116E, 118/144F, 125, 131, 141/145E, 146–155, 156–159, 160–161, 162–165, 167/169A, 175/177 Mönchmühler Straße 9/17 Schönhauser Straße 2–5A, 78 Wilhelmsruher Damm 4 (Lage) | Dorfanger Rosenthal Anger mit Baumbestand, Dorfkirche und Kirchhof, Hofanlagen mit Wohnhäusern, Nebengebäuden und Pflasterung, Vorgärten mit Einfriedungen, rückwärtigen Freiflächen, Mönchmühler Straße und Verbindungsstraße nach Blankenfelde Gesamtanlage siehe: Hauptstraße 125 Baudenkmale siehe: Hauptstraße 94, 100, 109, 126, 128, 132, 138, 146, 147–147B, 149, 150, 151, 165, 169, 175 Gartendenkmal siehe: Hauptstraße 149 Bodendenkmal siehe: Hauptstraße 145 | unbekannt – Hauptstraße 166, Wohnhaus, um 1895, verändert                                       |                                     |
| 09050513 | Hauptstraße 94, 96, 97, 98, 100, 100A, 102, 104, 106, 107A-109A, 110, 113–116E, 118/144F, 125, 131, 141/145E, 146–155, 156–159, 160–161, 162–165, 167/169A, 175/177 Mönchmühler Straße 9/17 Schönhauser Straße 2–5A, 78 Wilhelmsruher Damm 4 (Lage) | Dorfanger Rosenthal Anger mit Baumbestand, Dorfkirche und Kirchhof, Hofanlagen mit Wohnhäusern, Nebengebäuden und Pflasterung, Vorgärten mit Einfriedungen, rückwärtigen Freiflächen, Mönchmühler Straße und Verbindungsstraße nach Blankenfelde Gesamtanlage siehe: Hauptstraße 125 Baudenkmale siehe: Hauptstraße 94, 100, 109, 126, 128, 132, 138, 146, 147–147B, 149, 150, 151, 165, 169, 175 Gartendenkmal siehe: Hauptstraße 149 Bodendenkmal siehe: Hauptstraße 145 | unbekannt – Hauptstraße 168, Wohnhaus, um 1885, verändert                                       |                                     |
| 09050513 | Hauptstraße 94, 96, 97, 98, 100, 100A, 102, 104, 106, 107A-109A, 110, 113–116E, 118/144F, 125, 131, 141/145E, 146–155, 156–159, 160–161, 162–165, 167/169A, 175/177 Mönchmühler Straße 9/17 Schönhauser Straße 2–5A, 78 Wilhelmsruher Damm 4 (Lage) | Dorfanger Rosenthal Anger mit Baumbestand, Dorfkirche und Kirchhof, Hofanlagen mit Wohnhäusern, Nebengebäuden und Pflasterung, Vorgärten mit Einfriedungen, rückwärtigen Freiflächen, Mönchmühler Straße und Verbindungsstraße nach Blankenfelde Gesamtanlage siehe: Hauptstraße 125 Baudenkmale siehe: Hauptstraße 94, 100, 109, 126, 128, 132, 138, 146, 147–147B, 149, 150, 151, 165, 169, 175 Gartendenkmal siehe: Hauptstraße 149 Bodendenkmal siehe: Hauptstraße 145 | unbekannt – Hauptstraße 179, Wohnhaus, um 1910, Umbauten                                        |                                     |
| 09050513 | Hauptstraße 94, 96, 97, 98, 100, 100A, 102, 104, 106, 107A-109A, 110, 113–116E, 118/144F, 125, 131, 141/145E, 146–155, 156–159, 160–161, 162–165, 167/169A, 175/177 Mönchmühler Straße 9/17 Schönhauser Straße 2–5A, 78 Wilhelmsruher Damm 4 (Lage) | Dorfanger Rosenthal Anger mit Baumbestand, Dorfkirche und Kirchhof, Hofanlagen mit Wohnhäusern, Nebengebäuden und Pflasterung, Vorgärten mit Einfriedungen, rückwärtigen Freiflächen, Mönchmühler Straße und Verbindungsstraße nach Blankenfelde Gesamtanlage siehe: Hauptstraße 125 Baudenkmale siehe: Hauptstraße 94, 100, 109, 126, 128, 132, 138, 146, 147–147B, 149, 150, 151, 165, 169, 175 Gartendenkmal siehe: Hauptstraße 149 Bodendenkmal siehe: Hauptstraße 145 | unbekannt – Hauptstraße 181, Wohnhaus, um 1890, Umbauten                                        |                                     |
| 09050513 | Hauptstraße 94, 96, 97, 98, 100, 100A, 102, 104, 106, 107A-109A, 110, 113–116E, 118/144F, 125, 131, 141/145E, 146–155, 156–159, 160–161, 162–165, 167/169A, 175/177 Mönchmühler Straße 9/17 Schönhauser Straße 2–5A, 78 Wilhelmsruher Damm 4 (Lage) | Dorfanger Rosenthal Anger mit Baumbestand, Dorfkirche und Kirchhof, Hofanlagen mit Wohnhäusern, Nebengebäuden und Pflasterung, Vorgärten mit Einfriedungen, rückwärtigen Freiflächen, Mönchmühler Straße und Verbindungsstraße nach Blankenfelde Gesamtanlage siehe: Hauptstraße 125 Baudenkmale siehe: Hauptstraße 94, 100, 109, 126, 128, 132, 138, 146, 147–147B, 149, 150, 151, 165, 169, 175 Gartendenkmal siehe: Hauptstraße 149 Bodendenkmal siehe: Hauptstraße 145 | unbekannt – Wilhelmsruher Damm 6, Wohnhaus, um 1860                                             |                                     |

## Denkmalbereiche (Gesamtanlagen)
| Nr.      | Lage                                                     | Offizielle Bezeichnung                                                                                                   | Beschreibung                                                          | Bild    |
| -------- | -------------------------------------------------------- | --- | --------------------------------------------------------------------- | ------- |
| 09030259 | Dietzgenstraße 120 (Lage)                                | Friedhof der Gethsemane-Kirchengemeinde                                                                                  | Kapelle etwa 1897                                                     |         |
| 09030259 | Dietzgenstraße 120 (Lage)                                | Friedhof der Gethsemane-Kirchengemeinde                                                                                  | Wartehalle, um 1910                                                   |         |
| 09030259 | Dietzgenstraße 120 (Lage)                                | Friedhof der Gethsemane-Kirchengemeinde                                                                                  | Verwaltungsgebäude, um 1900                                           |         |
| 09030259 | Dietzgenstraße 120 (Lage)                                | Friedhof der Gethsemane-Kirchengemeinde                                                                                  | Einfriedung, um 1900                                                  | Mauer   |
| 09030260 | Dietzgenstraße 132 (Lage)                                | Kapelle und Grabmäler für die Gefallenen des I. Weltkriegs auf dem Friedhof der Himmelfahrt- und Friedenskirchengemeinde | Kapelle, 1897–1898 von Sievert                                        | Kapelle |
| 09030260 | Dietzgenstraße 132 (Lage)                                | Kapelle und Grabmäler für die Gefallenen des I. Weltkriegs auf dem Friedhof der Himmelfahrt- und Friedenskirchengemeinde | Grabmäler für die Gefallenen des I. Weltkriegs                        |         |
| 09050610 | Dietzgenstraße 158 (Lage)                                | Friedhof der Zionskirchengemeinde                                                                                        | Kapelle 1908                                                          |         |
| 09050610 | Dietzgenstraße 158 (Lage)                                | Friedhof der Zionskirchengemeinde                                                                                        | Verwaltungsgebäude, um 1900                                           |         |
| 09050610 | Dietzgenstraße 158 (Lage)                                | Friedhof der Zionskirchengemeinde                                                                                        | Einfriedung mit Tor, 1900                                             |         |
| 09050610 | Dietzgenstraße 158 (Lage)                                | Friedhof der Zionskirchengemeinde                                                                                        | Rondell mit Christus-Statue auf dem Friedhof der Zionskirchengemeinde |         |
| 09030261 | Dietzgenstraße 187/189 (Lage)                            | Nordend-Arena & Bolle-Sportplatz                                                                                         | Tribüne, 1920–1925                                                    |         |
| 09030261 | Dietzgenstraße 187/189 (Lage)                            | Nordend-Arena & Bolle-Sportplatz                                                                                         | Umkleidegebäude                                                       |         |
| 09030261 | Dietzgenstraße 187/189 (Lage)                            | Nordend-Arena & Bolle-Sportplatz                                                                                         | Fachwerkzweckbauten                                                   |         |
| 09030270 | Hauptstraße 125, 131, 143–143C Schönhauser Straße (Lage) | ehem. Gutshof mit straßenseitigen Wirtschaftsgebäuden Bestandteil des Ensembles: Dorfanger Rosenthal                     | Gutshaus (Hauptstraße 131), um 1820                                   |         |
| 09030270 | Hauptstraße 125, 131, 143–143C Schönhauser Straße (Lage) | ehem. Gutshof mit straßenseitigen Wirtschaftsgebäuden Bestandteil des Ensembles: Dorfanger Rosenthal                     | Stallungen, um 1840–1850                                              |         |
| 09030270 | Hauptstraße 125, 131, 143–143C Schönhauser Straße (Lage) | Denkmalverlust: Teil des Gutshofes                                                                                       | Eingangspforte, um 1850                                               |         |
| 09030270 | Hauptstraße 125, 131, 143–143C Schönhauser Straße (Lage) | Denkmalverlust: Teil des Gutshofes                                                                                       | zweite Landarbeiterkasernen, um 1870                                  |         |

## Baudenkmale
| Nr.      | Lage                         | Offizielle Bezeichnung                                                                | Beschreibung                                                                                        | Bild |
| -------- | ---------------------------- | ------------------------------------------------------------------------------------- | --------------------------------------------------------------------------------------------------- | ---- |
| 09030257 | Ahornallee 9 (Lage)          | Villa                                                                                 | um 1875                                                                                             |      |
| 09030258 | Am Rollberg 3 (Lage)         | Wohnhaus                                                                              | 1920–1925 von Heinrich Möller (?)                                                                   |      |
| 09030263 | Hauptstraße 94 (Lage)        | Landhaus Rosenthal Bestandteil des Ensembles: Dorfanger Rosenthal                     | Amtshaus und Schule, 1901–1903                                                                      |      |
| 09030263 | Hauptstraße 94 (Lage)        | Landhaus Rosenthal Bestandteil des Ensembles: Dorfanger Rosenthal                     | Nebengebäude, 1901–1903                                                                             |      |
| 09030264 | Hauptstraße 100 (Lage)       | Landarbeiterkaserne des Gutes Bestandteil des Ensembles: Dorfanger Rosenthal          | Landarbeiterwohnhaus, um 1890                                                                       |      |
| 09030264 | Hauptstraße 100 (Lage)       | Landarbeiterkaserne des Gutes Bestandteil des Ensembles: Dorfanger Rosenthal          | Hofgebäude                                                                                          |      |
| 09030265 | Hauptstraße 109 (Lage)       | Wohnhaus Bestandteil des Ensembles: Dorfanger Rosenthal                               | um 1890                                                                                             |      |
| 09030266 | Hauptstraße 126 (Lage)       | Hofanlage Bestandteil des Ensembles: Dorfanger Rosenthal                              | Wohnhaus mit Einfriedung, 1889                                                                      |      |
| 09030266 | Hauptstraße 126 (Lage)       | Hofanlage Bestandteil des Ensembles: Dorfanger Rosenthal                              | Wirtschaftsgebäude und Hofpflaster                                                                  |      |
| 09030267 | Hauptstraße 128 (Lage)       | Hofanlage Bestandteil des Ensembles: Dorfanger Rosenthal                              | Wohnhaus, 1870–1875                                                                                 |      |
| 09030267 | Hauptstraße 128 (Lage)       | Hofanlage Bestandteil des Ensembles: Dorfanger Rosenthal                              | Scheune & Stall                                                                                     |      |
| 09030268 | Hauptstraße 132 (Lage)       | Hofanlage Bestandteil des Ensembles: Dorfanger Rosenthal                              | Wohnhaus und Einfriedung, um 1900                                                                   |      |
| 09030268 | Hauptstraße 132 (Lage)       | Hofanlage Bestandteil des Ensembles: Dorfanger Rosenthal                              | Scheune und Stall                                                                                   |      |
| 09030269 | Hauptstraße 138 (Lage)       | Gemeindehaus Bestandteil des Ensembles: Dorfanger Rosenthal                           | Gemeindehaus, 1898                                                                                  |      |
| 09030269 | Hauptstraße 138 (Lage)       | Gemeindehaus Bestandteil des Ensembles: Dorfanger Rosenthal                           | Einfriedung und Stall, um 1900                                                                      |      |
| 09030269 | Hauptstraße 138 (Lage)       | Gemeindehaus Bestandteil des Ensembles: Dorfanger Rosenthal                           | Remise, um 1900                                                                                     |      |
| 09030269 | Hauptstraße 138 (Lage)       | Gemeindehaus Bestandteil des Ensembles: Dorfanger Rosenthal                           | Garten mit Fachwerkschuppen, um 1900                                                                |      |
| 09030271 | Hauptstraße 146 (Lage)       | Hofanlage Bestandteil des Ensembles: Dorfanger Rosenthal                              | Wohnhaus, 1890–1895                                                                                 |      |
| 09030271 | Hauptstraße 146 (Lage)       | Hofanlage Bestandteil des Ensembles: Dorfanger Rosenthal                              | Scheune, Stallgebäude, Einfriedung                                                                  |      |
| 09020009 | Hauptstraße 147–147B (Lage)  | Landarbeiterwohnhäuser mit Hofgebäude Bestandteil des Ensembles: Dorfanger Rosenthal  | Landarbeiterhaus (Hauptstraße 147), um 1890                                                         |      |
| 09020009 | Hauptstraße 147–147B (Lage)  | Landarbeiterwohnhäuser mit Hofgebäude Bestandteil des Ensembles: Dorfanger Rosenthal  | Landarbeiterhaus (Hauptstraße 147B), um 1890                                                        |      |
| 09020009 | Hauptstraße 147–147B (Lage)  | Landarbeiterwohnhäuser mit Hofgebäude Bestandteil des Ensembles: Dorfanger Rosenthal  | Hofgebäude                                                                                          |      |
| 09030272 | Hauptstraße 149 (Lage)       | Dorfkirche Bestandteil des Ensembles: Dorfanger Rosenthal                             | Kernbau 13. Jh., 1705, Umbau 1880 (Querschiff), Turm, 1902–1903 (siehe auch Gartendenkmal Kirchhof) |      |
| 09030273 | Hauptstraße 150 (Lage)       | Wohnhaus mit Einfriedung, Stallgebäude Bestandteil des Ensembles: Dorfanger Rosenthal | Wohnhaus mit Einfriedung, um 1890                                                                   |      |
| 09030273 | Hauptstraße 150 (Lage)       | Wohnhaus mit Einfriedung, Stallgebäude Bestandteil des Ensembles: Dorfanger Rosenthal | Stallgebäude, um 1890                                                                               |      |
| 09030274 | Hauptstraße 151 (Lage)       | Gemeindeschule Rosenthal Bestandteil des Ensembles: Dorfanger Rosenthal               | Schule und Einfriedung 1854, 1896                                                                   |      |
| 09030274 | Hauptstraße 151 (Lage)       | Gemeindeschule Rosenthal Bestandteil des Ensembles: Dorfanger Rosenthal               | Stallgebäude                                                                                        |      |
| 09050514 | Hauptstraße 165 (Lage)       | Wohnhaus Bestandteil des Ensembles: Dorfanger Rosenthal                               | 1863                                                                                                |      |
| 09030277 | Hauptstraße 169 (Lage)       | Wohnhaus Bestandteil des Ensembles: Dorfanger Rosenthal                               | um 1885                                                                                             |      |
| 09030278 | Hauptstraße 175 (Lage)       | Wohnhaus Bestandteil des Ensembles: Dorfanger Rosenthal                               | um 1885                                                                                             |      |
| 09085360 | Schönhauser Straße 32 (Lage) | Evangelische Kirche Nordend                                                           | Gemeindehaus mit Kirchsaal, 1909–10 von Fritz Gottlob                                               |      |
| 09085360 | Schönhauser Straße 32 (Lage) | Evangelische Kirche Nordend                                                           | Campanile, 1955                                                                                     |      |
| 09030256 | Schönhauser Straße 41 (Lage) | ehemalige Klinik für Geisteskranke                                                    | 1890–1895                                                                                           |      |
| 09030280 | Uhlandstraße (Lage)          | Grabstätten Cäsar Horn und Karl Müller                                                | Grabstätte Cäsar Horn, auf dem Städtischen Friedhof Pankow VII                                      |      |
| 09030280 | Uhlandstraße (Lage)          | Grabstätten Cäsar Horn und Karl Müller                                                | Grabstätte Karl Müller                                                                              |      |

## Gartendenkmale
| Nr.      | Lage                   | Offizielle Bezeichnung                                                | Beschreibung                                                      | Bild |
| -------- | ---------------------- | --------------------------------------------------------------------- | ----------------------------------------------------------------- | ---- |
| 09046063 | Hauptstraße 149 (Lage) | Dorfkirchhof Rosenthal Bestandteil des Ensembles: Dorfanger Rosenthal | Kirchhof, ab 13. Jh. (siehe auch Baudenkmal Dorfkirche Rosenthal) |      |
| 09046063 | Hauptstraße 149 (Lage) | Dorfkirchhof Rosenthal Bestandteil des Ensembles: Dorfanger Rosenthal | Einfriedung                                                       |      |

## Bodendenkmale
| Nr.      | Lage                   | Offizielle Bezeichnung                                         | Beschreibung                                                                                             | Bild |
| -------- | ---------------------- | -------------------------------------------------------------- | --- | ---- |
| 09030329 | Hauptstraße 145 (Lage) | Feldsteinkeller Bestandteil des Ensembles: Dorfanger Rosenthal | Reste des Feldsteinfundaments des Rosenthaler Wohnturms, 13. Jh. (siehe auch Gesamtanlage ehem. Gutshof) |      |